# Леттнер, Сандра
Сандра Леттнер (нем. Sandra Lettner; 14 августа 2001, Штрасвальхен) — австрийская спортсменка, специализирующаяся в спортивном скалолазании, чемпионка юношеских Олимпийских игр в Буэнос-Айресе, участница взрослого чемпионата мира.
Сандра выступает за клуб OeAV Voecklabruck, её тренер — Инго Фильцвизер. На юниорском уровне она также является чемпионкой мира и Европы.

## Достижения
- 2017: чемпионка мира среди юниоров
- 2018: победитель юношеских Олимпийских летних игр, чемпионка Европы среди юниоров

### Результаты гонок
| Чемпионат мира | Чемпионат мира |
| год            | 2018           |
| -------------- | -------------- |
| трудность      | 22             |
| скорость       | 66             |
| боулдеринг     | 30             |
| многоборье     | 24             |

| Кубок мира      | Кубок мира          |
| Год             | 2018                |
| --------------- | ------------------- |
| трудность       |                     |
| индивидуально * | 38                  |
| боулдеринг      | 29-30               |
| индивидуально * | -, -, -, -, -, -, 4 |
| многоборье      |                     |

Примечание: слева — последние гонки года
| Летние юношеские Олимпийские игры | Летние юношеские Олимпийские игры |
| год                               | 2018                              |
| --------------------------------- | --------------------------------- |
| многоборье                        | 1                                 |

| Чемпионат мира среди юниоров | Чемпионат мира среди юниоров | Чемпионат мира среди юниоров | Чемпионат мира среди юниоров | Чемпионат мира среди юниоров |
| год                          | 2015 кат. В                  | 2016 кат. В                  | 2017 кат. A                  | 2018 кат. A                  |
| ---------------------------- | ---------------------------- | ---------------------------- | ---------------------------- | ---------------------------- |
| трудность                    | 12                           | 5                            | 5                            | 3                            |
| скорость                     | -                            | 23                           | 24                           | 22                           |
| боулдеринг                   | 12                           | 5                            | 6                            | 9                            |
| многоборье                   |                              | -                            | 1                            |                              |

| Чемпионат Европы среди юниоров | Чемпионат Европы среди юниоров | Чемпионат Европы среди юниоров | Чемпионат Европы среди юниоров | Чемпионат Европы среди юниоров |
| год                            | 2015 кат. В                    | 2016 кат. В                    | 2017 кат. A                    | 2018 кат. A                    |
| ------------------------------ | ------------------------------ | ------------------------------ | ------------------------------ | ------------------------------ |
| трудность                      | 8                              | 2                              | 7                              | 1                              |
| скорость                       | -                              | 18                             | 14                             | 14                             |
| боулдеринг                     | 14                             | 3                              | 2                              | 3                              |

| Кубок Европы среди юниоров  | Кубок Европы среди юниоров | Кубок Европы среди юниоров | Кубок Европы среди юниоров | Кубок Европы среди юниоров |
| год                         | 2015 кат. В                | 2016 кат. В                | 2017 кат. A                | 2018 кат. A                |
| --------------------------- | -------------------------- | -------------------------- | -------------------------- | -------------------------- |
| трудность                   | 3                          | х                          | х                          | х                          |
| индивидуально * (х / х / х) | ,                          | 7,                         | , 5, 4                     | 10,                        |
| боулдеринг                  | х                          | 3                          | х                          | х                          |
| индивидуально * (х / х / х) | 13,                        | , 4                        | ,                          | 4, ,                       |

Примечание: слева — последние гонки года